# Nykil
Nykil is een plaats in de gemeente Linköping in het landschap Östergötland en de provincie Östergötlands län in Zweden. De plaats heeft 313 inwoners (2005) en een oppervlakte van 37 hectare.